# Cảnh sát đặc nhiệm

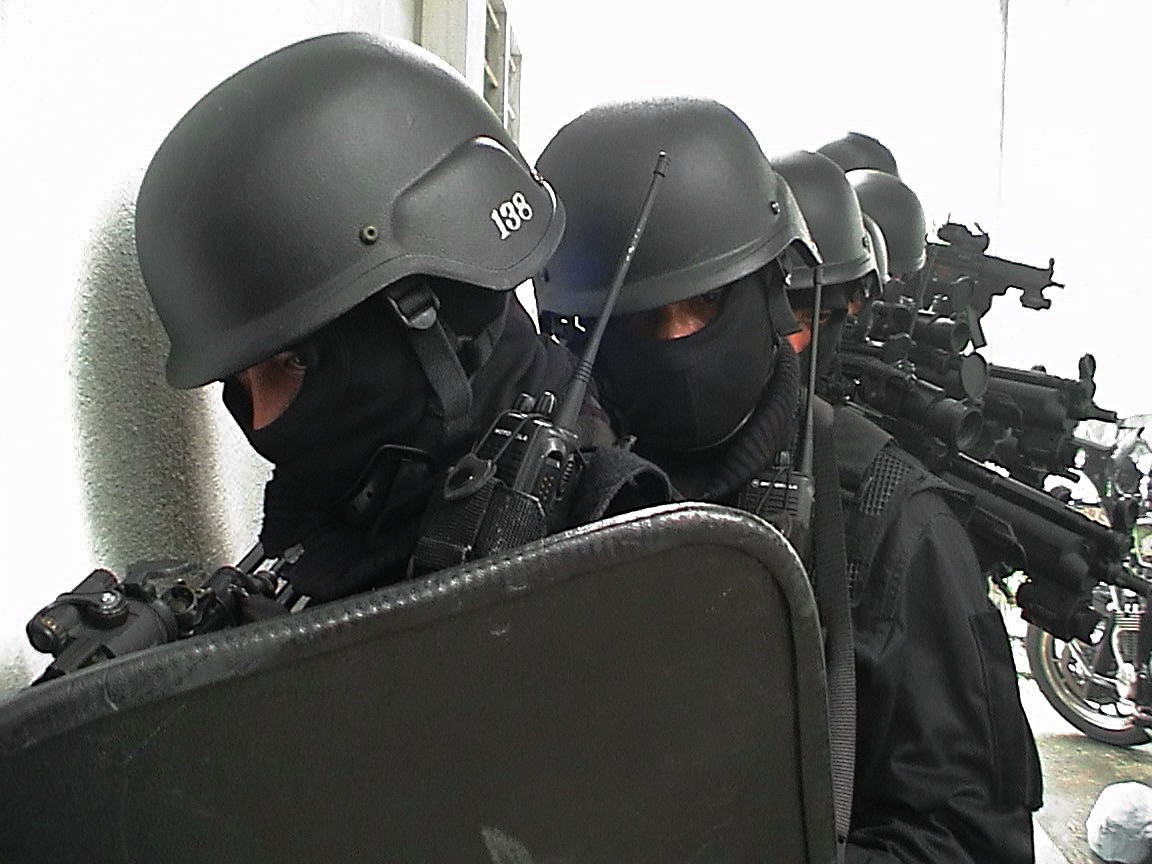
Lực lượng cảnh sát đặc nhiệm của Mã Lai

Cảnh sát đặc nhiệm hay cảnh sát hình sự đặc nhiệm là một lực lượng cảnh sát đặc biệt hoặc một bộ phận trong lực lượng cảnh sát thực thi những nhiệm vụ đặc biệt, phức tạp có độ khó hoặc những chuyên án mang tính chất nghiêm trọng, nguy hiểm có phạm vi ảnh hưởng lớn, hoặc các nhiệm vụ như tuần tra, bắt cướp...
Thuật ngữ cảnh sát đặc nhiệm không quy định cụ thể, thống nhất. Ví dụ như ở Việt Nam được hiểu là lực lượng cảnh sát theo chuyên án, có chức năng tham gia những vụ án trọng điểm và trực thuộc Bộ Công an do Bộ Công an chỉ định thành lập để phá các chuyên án. Trong khi đó ở Khối Thịnh vượng chung châu Âu và Hoa Kỳ thì cảnh sát đặc nhiệm hay cảnh sát đặc biệt thường được hiểu là những tình nguyện viên hoặc bán thời gian của một quốc gia hoặc địa phương trong lực lượng cảnh sát hoặc một người có liên quan trong thực thi pháp luật mà không phải là sĩ quan cảnh sát nhưng có một số các quyền hạn của một sĩ quan cảnh sát.
Cảnh sát đặc nhiệm là đối tượng và cảm hứng cho nhiều bộ phim, tiểu thuyết hành động, trinh thám, xã hội đen.